# Гней Папирий Элиан (консул 184 года)
Гней Папирий Элиан (лат. Gnaeus Papirius Aelianus) — римский государственный деятель второй половины II века.
Элиан происходил из рода Папириев из города Иллибер, который располагается в провинции Бетика. Его отцом был консул-суффект около 157 года Гней Папирий Элиан. О карьере Элиана известно только лишь то, что в 184 году он занимал должность ординарного консула вместе с Луцием Коссонием Эггием Маруллом. Больше о нём нет никаких сведений.